# Félix Golindano
Félix Armando Golindano Pereira (né le 16 novembre 1969 à Caracas au Venezuela) est un joueur de football international vénézuélien, qui évoluait au poste de gardien de but.

## Biographie

### Carrière en club
Avec le Club Olimpia, il remporte deux championnats du Paraguay.
Avec le Caracas Futbol Club, il gagne trois championnats du Venezuela.

### Carrière en sélection
Avec l'équipe du Venezuela, il joue 4 matchs (pour aucun but inscrit) lors de l'année 1996. 
Il figure dans le groupe des sélectionnés lors des Copa América de 1993 et de 1995.

## Palmarès
| Trujillanos - Coupe du Venezuela (1) : - Vainqueur : 1992. |  | Club Olimpia - Championnat du Paraguay (2) : - Vainqueur : 1999 et 2000. |  | Caracas FC - Championnat du Venezuela (3) : - Vainqueur : 2000-01, 2002-03 et 2003-04. |